# Marc Pircher
Marc Pircher (né le 22 avril 1978 à Ried im Zillertal) est un chanteur autrichien.

## Biographie
Enfant, il apprend l'accordéon dans une école de musique. Il suit une formation dans une école de commerce. En 1995, il accompagne le groupe Zellberg Buam (de) dans l'émission Musikantenstadl présentée par Karl Moik (de).
Il a ensuite de nombreuses apparitions à la télévision et participe à plusieurs compétitions avec succès. En 1999, il parvient à se faire sélectionner pour le Grand Prix der Volksmusik (de) et prend la première place avec Ich bin für dich da. Il le remporte de nouveau en 2003.
En 2008, Marc Pircher participe à Dancing Stars, l'équivalente autrichienne de Danse avec les stars. Avec Kelly Kainz (de), il finit cinquième des dix couples participants.
En 2009, il gagne l'Amadeus Austrian Music Award (de) dans la catégorie "Volkstümliche Musik".
En 2013, il est le sujet du film documentaire Schlagerstar de Gregor Stadlober (de) et Marco Antoniazzi (de), diffusé dans les cinémas, où on le voit pendant plusieurs mois en concert, en studio d'enregistrement, en interview avec la presse et avec les fans.

## Discographie

### Albums
- 1997 : d'Hauptsach is von Herzen kommt's
- 1998 : Von ganzem Herzen bin i a Musikant
- 1999 : Ich bin für dich da
- 1999 : Ich schenk' dir diese Melodie
- 2000 : Im Zillertal bin i gebor'n
- 2001 : Feierabend in den Bergen
- 2001 : Weihnachten mit Marc Pircher
- 2002 : Ich bin so treu, wie meine Berge
- 2003 : Von Herzen für dich
- 2004 : Sieben Sünden
- 2005 : Zum Nordpol und zurück
- 2006 : Ich war nie ein Casanova
- 2007 : Du bist eine Sünde wert
- 2008 : Durch die Nacht - nur mit dir
- 2008 : Sternenstaub
- 2008 : Francine Jordi & Marc Pircher wünschen frohe Weihnachten
- 2010 : Wer wenn nicht du?
- 2011 : Lady Unbekannt
- 2013 : Alles wird gut
- 2014 : Frauensache

### Best ofs
- 2000 : Harmonika-Hits
- 2003 : Das Beste
- 2006 : A bärige Musi aus dem Zillertal (Marc Pircher & Zellberg Buam)
- 2007 : Sieben Sünden
- 2009 : Da drob'n in die Berg is der Herrgott dahoam
- 2012 : 20 Jahre Marc Pircher - Das Beste und noch mehr...
- 2012 : 20 Jahre Vollgas!

### Singles
- 2006 : Sieben Sünden (DJ Ötzi & Marc Pircher)
- 2011 : Schatzi, schenk mir ein Foto

### Album "live"
- 2010 : Mehr als Sieben Sünden